# Ланка (автоматика)
Ланка — у автоматиці — елемент системи автоматичного регулювання, який розглядається з точки зору його динамічних властивостей .
Незважаючи на велику різноманітність елементів автоматики, які розрізнюються між собою за фізичною природою, конструктивним виконанням, потужністю і т.ін., можна виділити усього декілька типових (елементарних) ланок, за допомогою яких можна буде побудувати будь-які складніші ланки, що зустрічаються на практиці. Або навпаки — складні алгоритмічні схеми систем керування можуть бути розбиті на прості типові ланки не вище другого порядку.
Типові ланки поділяються на:
- пропорційні (підсилювальні),
- аперіодичні (інерційні),
- коливальні,
- інтегрувальні,
- диференціюючі,
- ланки транспортного запізнення.